# Wulf Thommel
Wulf Thommel (* 21. September 1940 in Ravensburg; † 19. Mai 2013 in Mainz) war ein deutscher Jurist im Ministerialdienst und Generalsekretär der Akademie der Wissenschaften und der Literatur. Von 2002 bis 2006 war er Vorstandsvorsitzender der Humboldt-Gesellschaft.

## Leben
Wulf Thommel besuchte das humanistische Spohn-Gymnasium Ravensburg. Nach dem Abitur im April 1959 studierte er an der Ludwig-Maximilians-Universität München Rechtswissenschaft. Er wurde Mitglied des Corps Vitruvia. 1964 legte er das erste juristische Staatsexamen und 1968 nach dem Referendariat in München und Augsburg das zweite juristische Staatsexamen ab. Im Mai 1967 wurde er an der Universität Innsbruck zum Dr. iur. promoviert. 1968 wurde Thommel zum Geschäftsführer des Kernforschungszentrum Karlsruhe ernannt. In der Folge wechselte er als Regierungsrat in das Bundesministerium der Finanzen, wo er 1973 zum Oberregierungsrat befördert wurde. 1976 wurde er im Hessischen Kultusministerium zum Regierungsdirektor befördert. 1986 wechselte er als Ministerialrat in das Hessische Ministerium für Wissenschaft und Kunst, wo er zum 1. Dezember 1993 ausschied. Seit Juni 1994 bis zu seiner Pensionierung 2005 war er Generalsekretär der Akademie der Wissenschaften und der Literatur in Mainz. Von 2002 bis 2006 war er Vorsitzender des Vorstandes der Humboldt-Gesellschaft.

## Werke
- mit Hannsjörg F. Buck und Wolfgang Maurus: Studentische Interessenvertretung in einem demokratischen Hochschulwesen : Weinheimer Senioren-Convent. Kommission für Hochschulpolitik. Laupenmühlen & Dierichs, Bochum 1971.
- 100 Jahre Weinheimer Verband Alter Corpsstudenten (WVAC e.V.) : 1903–2003. Weinheim 2003.